# Pagopedilum sordida
Pagopedilum sordida är en insektsart som först beskrevs av Walker, F. 1870.  Pagopedilum sordida ingår i släktet Pagopedilum och familjen Pamphagidae. Inga underarter finns listade i Catalogue of Life.